# Биткойн-миксер
Биткойн-миксер (англ. Bitcoin mixer, Bitcoin tumbler, Bitcoin mixing service) — сервис анонимизации, который существенно усложняет отслеживание транзакций в системе Биткойн.
Большинство биткойн-миксеров использует следующую технологию: средства клиента дробятся на мелкие части, после чего эти части смешиваются с частями других клиентов и в случайном порядке раздаются обратно участникам. В результате всех операций к конечному получателю приходит заданное количество криптовалюты, но небольшими партиями и от разных случайно выбранных адресов из общего пула, принадлежащего сервису.

## Виды миксеров

### Централизованные сервисы
Первое поколение миксеров относится к так называемым централизованным сервисам. Пользователь отправляет биткойны сервису (доверяя его репутации и платя небольшую комиссию). Затем на указанный адрес приходят биткойны от другого клиента на ту же сумму. Уровень анонимности зависит от количества пользователей и количества биткойнов, доступных для смешивания. Большинство таких сервисов не стало слишком популярным из-за их централизованной природы. На данный момент такую услугу оказывают только несколько крупных сервисов обмена. Следует учесть, что при доступе к логам сервиса уровень анонимности может существенно снизиться. Так же нет гарантий, что сервис выполнит свои обязательства, а не скроется с «чужими» биткойнами.

### Пиринговые миксеры
Пиринговые (децентрализованные) миксеры обеспечивают контакты пользователей между собой: обмен биткойнами происходит непосредственно, без посредника. Нивелируется риск похищения криптовалюты. Такие протоколы, как CoinJoin, SharedCoin и CoinSwap позволяют нескольким биткойн-пользователям объединиться для того, чтобы сформировать одну транзакцию, которая проводится в несколько этапов при наборе нужного количества участников. Никто кроме сервера, который занимается перемешиванием, не хранит список адресов отправителей и получателей. Чтобы усложнить операцию блокчейн-анализа, эту операцию можно проводить несколько раз для разных получателей.